# Robert Henry Whitelaw
Robert Henry Whitelaw (* 30. Januar 1854 bei Lloyds, Essex County, Virginia; † 27. Juli 1937 in Blytheville, Arkansas) war ein US-amerikanischer Politiker. In den Jahren 1890 und 1891 vertrat er den Bundesstaat Missouri im US-Repräsentantenhaus.

## Werdegang
1856 kam Robert Whitelaw mit seinem Vater in das Cape Girardeau County in Missouri. Zehn Jahre später kehrte er nach Virginia zurück, wo er in Tappahannock und Staunton private Schulen besuchte. Nach einem anschließenden Jurastudium an der University of Michigan in Ann Arbor und seiner 1873 erfolgten Zulassung als Rechtsanwalt begann er in Cape Girardeau in diesem Beruf zu arbeiten. Noch im selben Jahr wurde er dort städtischer Anwalt. Zwischen 1874 und 1878 war Whitelaw Staatsanwalt im Cape Girardeau County. Gleichzeitig begann er als Mitglied der Demokratischen Partei eine politische Laufbahn. Zwischen 1883 und 1887 saß er als Abgeordneter im Repräsentantenhaus von Missouri.
Nach dem Tod des Abgeordneten James P. Walker wurde er bei der fälligen Nachwahl für den 14. Sitz von Missouri als dessen Nachfolger in das US-Repräsentantenhaus in Washington, D.C. gewählt, wo er am 4. November 1890 sein neues Mandat antrat. Da er bei den regulären Kongresswahlen des Jahres 1890 auf eine weitere Kandidatur verzichtete, konnte er bis zum 3. März 1891 nur die laufende Legislaturperiode im Kongress beenden. Nach seinem Ausscheiden aus dem US-Repräsentantenhaus praktizierte Whitelaw bis 1927 wieder als Anwalt in Cape Girardeau. Danach zog er sich in den Ruhestand zurück, den er zunächst in Blodgett und ab 1934 in Blytheville verbrachte. Dort ist er am 27. Juli 1937 auch verstorben.